# Malay, Saône-et-Loire
Malay este o comună în departamentul Saône-et-Loire, Franța. În 2009 avea o populație de 256 de locuitori.

## Evoluția populației
| An        | 1975 | 1982 | 1990 | 1999 | 2006 | 2009 |
| --------- | ---- | ---- | ---- | ---- | ---- | ---- |
| Populație | 214  | 219  | 200  | 214  | 248  | 256  |